# Mehmet Boztepe
Mehmet Boztepe (Elazığ, 1988. január 16. –) török születésű német labdarúgó, középpályás.

## Pályafutása
Boztepe 1988-ban született Elazığban. Ugyanebben az évben apja Németországba költözött és Moersben telepedett le. Egy évvel később Boztepe apját követve szintén Németországba költözött anyjával és húgával.
Pályafutása elején a Borussia Mönchengladbach ifjúsági csapatában játszott, majd 2007-től a Borussia Dortmund II-ben. 2008-tól a német harmadosztályban játszott, de 2011-ben hazatért Törökországba. Itt az  Eskişehirspor és az Elazığspor labdarúgója volt, de rövid időt eltöltött a holland másodosztályú Emmenben is. Németországba visszatérve a Wuppertaler SV, majd 2013. június 17-től az SSVg Velbert játékosa lett. 2014. január 8-án a török első osztályú Adanaspor igazolta le. 2016-ban a Balıkesirspor szerződtette.